# Phytoliriomyza simillima
Phytoliriomyza simillima este o specie de muște din genul Phytoliriomyza, familia Agromyzidae, descrisă de Zlobin în anul 1997. Conform Catalogue of Life specia Phytoliriomyza simillima nu are subspecii cunoscute.